# Alliance, North Carolina
Alliance är en ort i Pamlico County i delstaten North Carolina, USA.